# (9550) Victorblanco
(9550) Victorblanco est un astéroïde de la ceinture principale.

## Description
(9550) Victorblanco est un astéroïde de la ceinture principale. Il fut découvert le 15 octobre 1985 à la station Anderson Mesa par Edward L. G. Bowell. Il présente une orbite caractérisée par un demi-grand axe de 2,64 UA, une excentricité de 0,09 et une inclinaison de 8,0° par rapport à l'écliptique.

## Compléments